# Eduardo Bonnín Aguiló
Eduardo Bonnín Aguiló (* 4. Mai 1917 auf Mallorca; † 6. Februar 2008 in Palma de Mallorca) war Mitgründer und Laien-Initiator der Internationalen Cursillo-Bewegung.

## Leben
Eduardo Bonnín stammte aus einer mallorquinischen Kaufmannsfamilie. Er wurde zunächst privat unterrichtet, war Schüler bei Augustinermönchen und besuchte anschließend das La-Salle-College in Palma de Mallorca. Er war von 1937 bis 1946 Soldat und Teilnehmer im Spanischen Bürgerkrieg (1936–1939).
In der Karwoche 1943 war er Teilnehmer der Katholischen Aktion Spaniens zur Vorbereitung auf eine Pilgerfahrt nach Santiago de Compostela, die schließlich 1948 stattfand. Mit den Erfahrungen der Pilgerfahrt gründete er 1948 die Cursillos de Cristiandad, eine Bewegung innerhalb der Römisch-katholischen Kirche, die mittlerweile weltweit in mehr als 800 Diözesen in circa 60 Ländern vertreten ist.

## Schriften
- Eduardo Bonnín, Miguel Fernández: Entstehung und Methodik des Cursillo, Klagenfurt 1974
- Eduardo Bonnín: Spiritualität und Befreiung in Lateinamerika, Echter Würzburg 1984, ISBN 3-429-00900-6